# Ademaro di Narbona
Ademaro di Narbona, Ademar in catalano e in spagnolo (seconda metà dell'VIII secolo – dopo l'812), è stato un nobile franco, conte di Narbona dall'800 fino almeno all'817.

## Origine
Ademaro era un nobile franco, di cui non si conoscono gli ascendenti.

## Biografia

La penisola iberica nell'814, con la marca di Spagna, da poco costituita

Probabilmente divenne conte di Narbona verso l'800, creato da San Guglielmo di Gellone, quando la Settimania cominciò ad entrare nell'orbita di influenza dei Franchi, comunque fu il primo conte carolingio di Narbona ad essere citato nelle cronache: secondo la Vita Hludowici Imperatoris, nell'anno 801, assieme Guglielmo di Gellone (Willelmus primus, signifier Hadhemarus), combatté i saraceni di al-Andalus.
Nell'804, Ademaro, con Borrell, conte d'Osona, sotto il comando di Berà, conte di Barcellona, partecipò alla prima spedizione contro Tortosa, guidata dal re d'Aquitania, Ludovico il Pio.
Nell'809, sempre secondo la Vita Hludowici Imperatoris, assieme a Berà, conte di Barcellona ed altri (Isembardum, Hudemarum, Beram, Burellum), fu tra i capi della terza spedizione dei Franchi contro la città di Tortosa.
È del 2 aprile 812 un documento di Carlomagno in cui venivano citati tutti i conti della marca di Spagna, "Berane, Gauscelino, Gisclafredo, Odilone, Ermengario, Ademaro, Laibulfo et Erlino comitibus".
Ademaro morì dopo l'812, ma non si conoscono né le cause né l'anno preciso.

## Discendenza
Di Ademaro non si conosce né il nome della moglie né alcuna discendenza.

### Fonti primarie
- (LA)  Monumenta Germaniae Historica, Scriptores, tomus II.
- (LA)  Monumenta Germaniae Historica, Diplomata, DD Karol. I.

### Letteratura storiografica
- (EN) Development of Southern French and Catalan Society, 718-1050, su libro.uca.edu. URL consultato il 23 ottobre 2021 (archiviato dall'url originale il 26 gennaio 2021).